# Musée Avéroff
Pour les articles homonymes, voir Avéroff.
Le Musée Avéroff, ou Pinacothèque E. Avéroff, est un musée privé fondé par Evángelos Avéroff (1910-1990) à Métsovo, en Épire (Grèce).
La pinacothèque présente en exposition permanente des œuvres des peintres, graveurs et sculpteurs grecs les plus importants du XIXe et du XXe siècle : la collection passe pour l’une des plus complètes et des plus cohérentes pour l'art grec de cette période.
Le musée a été construit en 1985 dans le style traditionnel de la région, et inauguré en 1988. En 1994, le bâtiment a été agrandi et modernisé.

## Collections
- Ioánnis Altamoúras : Bateaux à voile et à vapeur (1874), Vagues.
- Agenor Asteriadis (el) : Paysage avec arbres (1924).
- Nikólaos Gýzis : Portrait de Geórgios Názos (1880).
- Nikifóros Lýtras : L’incendie du vaisseau amiral turc par Kanáris.
- Thalia Flora-Karavia : Aqueduc romain.
- Geórgios Iakovídis : Les premiers pas (vers 1889), Portrait de la reine Sophie (1915), Portrait de Pávlos Melás.
- Lycourgos Kogevinas (el) : Le Parthénon, L’Acropole.
- Vikentios Lantsas (el)
- Konstantínos Maléas : Cyprès, Kalávryta. Roche de la Grande Grotte, Arbres, Naxos.
- Démétrios Galanis
- Níkos Chatzikyriákos-Ghíkas : Homme se reposant (1941).
- Yiánnis Móralis : Erotique (1989).
- Nikos Nikolaou (en) : Gorgone.
- Périclès Pantazis : Après l’équitation (ou La Lettre), Le petit mangeur de pastèque, Nature morte aux fruits (ou Pommes et poires), Les Préparatifs du festin, Paysage de neige, Bord de mer, L’embouchure de l’Escaut.
- Konstantínos Parthénis : Portrait de Georges M. Avéroff (1896).
- Symeon Savvidis (de) : Musulmans agenouillés.
- Panagiótis Tétsis
- Yannis Tsarouchis : Le port de Zea (1964).
- Konstantínos Volanákis : Le port de Vólos.
- Nikolaos Xydias Typaldos (en) : Scène allégorique (1862), Nature morte aux fruits.